# 小原ブラス
小原 ブラス（こばら ブラス、1992年4月20日 - ）は、ロシア連邦出身、日本で活動している男性タレント、コラムニスト、コメンテーター。
2021年よりAlmost Japanese所属。2022年1月より一般社団法人外国人のこども達の就学を支援する会 の理事長を務める。
「ロシア系の関西人」2人のYouTuber「ピロシキーズ」としても活動する。過去にニコニコ生放送の配信者としても活動した。
ブラスはロシアのハバロフスク市で生まれ、5歳の頃から日本の兵庫県姫路市で育った。「関西弁を喋る面倒臭い性格のロシア人でゲイ（同性愛者の男性）」を名乗る。

## 経歴

### 生い立ち
ロシア極東連邦管区ハバロフスク市で生まれた。ブラスが胎児であった最中にソビエト連邦が崩壊し、ロシア連邦へと政体が変わった。
ロシア人の両親のもとに生まれ、国籍は現在でもロシア（在日ロシア人）。
名前のブラスは、キリル文字で書くと「Влас」。ラテン文字の「Vlas」に相当。
ブラスの幼少期、社会主義から資本主義へと移行したばかりのロシア社会は非常に貧しかった。人々は畑（ダーチャ）で、必死に農作物を育てて物々交換を行い、高齢者は働き手の子守りをするなど、相互に助け合うことで経済危機を乗り越えていたという。
ブラスの生家は政治家の家系であったが母親は民族舞踊団に所属し、世界各地を回る歌手で、ブラスも幼い頃は歌手を志していた。
ブラスの母は仕事で日本を訪れたことがあり、ロシアへ帰国した際への土産として日本の菓子を購入してきた。ブラスも日本の菓子に夢中になり、中でもラムネを詰めたマイク型の菓子を好んだ。ブラスもそのマイクを持ち、ロシアの歌番組に合わせて口パクを行ったことが少年時代の記憶の中で最も幸せなものだったという。
1997年、ブラスが5才の時に両親が離婚した。

### 日本へ移住
ブラスが5歳のとき、母親が日本人と再婚したことを機に日本の兵庫県姫路市に移住した。このときに母の再婚相手の姓「小原」に変わった。
その後は日本で生活し、日本の教育を受けながらも祖父母が住んでいることもあり定期的にロシアに帰省した。ブラスも、「経済的に成長しつくした日本と、崩壊した経済を立て直そうとするロシアのギャップを目にしながら育った」という。
ユーチューブのピロシキーズの動画にてブラスは、「来日後、すぐに日本の保育園（姫路市広峰保育園）に通い、約3か月で日本語を習得しました」と発言している。姫路市立城乾小学校や城西小学校で就学する。

### 学生時代

#### 少数派としての存在
小学校および中学校では、ブラスは学校で唯一の外国人だった。ロシア人の顔立ちは、日本人と比べて「高い鼻、彫の深さ、小顔」が特徴的とされ、多くの日本人からは「端正」「うらやましい」と扱われる。しかし、ブラスにとってはその容貌が劣等感の元だったという。
ブラスは、何をするにも目立ってしまうことが嫌でなるべく目立たないように過ごした。運動会では、得意な徒競走でも1位になることは避け、音楽会では最も人数が多いリコーダーを率先して志願した。
ゲイであることを周囲に明かすことも当然なかった。「どんな女の子がタイプ？」などといった、ブラスが異性愛者であることを前提とした質問をされる場面に備えて、あらかじめ回答を準備しておいたという。
友人と街を歩くと、「お前が関西弁ペラペラで喋ってると、なんか（周囲からの）視線を感じるな」と言われることもあった。
子供ながらに、「自身のアイデンティティは”少数派”を寄せ集めたようなものだ」と感じていた。

#### いじめ未遂への反撃
いじめを受けたことはなかったが、いじめに発展しかけた出来事はあったという。学校からの帰路、男児たちがブラスを「変なあだ名」で呼んでからかい、そのうちの一人が唾を吐きかけてきた。
ブラスは母から常に「やられたら許すな」と言い聞かされていたため、「火がついた」という。「集団だからやっているんだろう」と考え、当該の男児が一人になったときを見計らって仕返しをした。ブラスは「なんでやられたか、わかるよな？」と言い残した。以降、何もされなくなったという。

#### 中学・高校時代
ブラスは中学・高校とも日本の普通の学校に通っていた。ブラスも何度か転校を繰り返しており、神戸市に在住していた期間もあったことから"神戸育ち"と語ることが多い。しかし、2019年4月18日放送の『アウト×デラックス』（フジテレビ系列）に出演した際には、ブラスは神戸ではなく姫路であったと訂正している。高校では猛勉強の末、理系の特進コースにクラス替えした。

### ニコニコ生放送での人気
2010年7月、ブラスが18歳の時にニコニコ生放送を始めた。視聴者のコメントに対する返しが面白いと徐々に人気を獲得する。
ブラスの放送を視聴者が転載した動画の『ロシア人が放送中にはじめて圧力鍋を使って大騒ぎ!?』が大ヒットし、人気を博した。公式放送やニコニコ超会議など、様々なイベントへ引っ張りだことなる。

### 新宿二丁目での体験
20歳になる直前に東京へ移住した。東京で初めてできた友人に、初めて案内された場所が新宿二丁目であった。
新宿二丁目では日本語が堪能な外国人もゲイも珍しくなく、ブラスと同じような人物は大勢いた。誰かが女装をしていても、派手な格好でも、オネエ言葉でも誰も驚かなかった。ブラスが聞いたこともないような性を持つ人を大勢見た。
新宿二丁目の人たちと話すと、ブラスは落ち着いた。それはブラスが目立たないからではなく、誰も「どんな女の子がタイプ？」などと、他人の性的指向を異性愛者と決めつけたような質問をしないからだったという。
それ以前まで、ブラスが初めて会った人に「僕はゲイです」と明かす（カミングアウト）と、まるで「自分の全てが”ゲイ”で構成されている」かのように話が進んでいった（実際には、ゲイであることはブラスを構成する要素の一部でしかないのに）。それが面倒で、普段の会話では嘘を重ねることが多かった。しかし、新宿二丁目では嘘をつかなくてよかった。「嘘は無意識に心の重りになる」ということを学んだという。

### 活動再開
その頃からWeb配信から離れていたが、2018年12月よりブラスと同じく在日ロシア人で近畿地方育ちのタレントでもある中庭アレクサンドラと2人でYouTubeチャンネル『ピロシキーズ』を開設し、動画投稿を開始した。
2018年9月19日放送の『5時に夢中!』(TOKYOMX) で、代打黒船特派員として出演しロジカルなコメントで視聴者から好評を得た。2019年4月より水曜レギュラーの黒船特派員として就任。フジテレビ『アウト×デラックス』アウト軍団としてレギュラー出演中。
2020年12月22日、ブラスは日本周辺の外国人タレントのマネジメントやキャスティングなどを行う芸能事務所『Almost Japanese（ほとんどニッポン人）』を起業した。この背景として、ブラスは今後の日本において外国人を排斥する風潮（排外主義）がおこることを危惧し、「”日本を理解した外国人”として、日本人と外国人との緩衝材を担いたい」と考えたという。

## 自身の性に関する発言

### カミングアウトに対して
ブラスはLGBTQなどの性的少数者について、一般に「誰でもカミングアウト（自身の性を周囲へ告白すること）ができる寛容な世界になるといいね」とする意見がみられるが、2019年11月、ブラスはこれに対して否定的であるとして、次のような持論を述べた。
- いちいちカミングアウトしたり、嘘をつかないで済むようになるのが、僕の思う”寛容な世界“だ。
- 確かに「僕はゲイです」と自己紹介をするほうが、多数派の人（異性愛者など）にとっては分かりやすくて親切かもしれない。しかし、そんなことを説明しなくても「好きなタイプは？」と聞かれた時に「短髪の男性です」と答え、それが自然に受け入れられるような世界になれば、どれほど楽だろうか。
- 「男性らしい見た目や仕草をしている人は、普通は女性を好きになるものだ」という認識は、間違っているとは思わない。しかし、「女性を好きになることが当たり前だ」という認識は違う。
  - そうではない可能性もある。それは少数派かもしれないが、決して「おかしなこと」ではない。
  - そのことを誰もが“当たり前に”認識できるようになれば、自然と「どんな女の子がタイプ？」という質問はしないだろうし、わざわざカミングアウトをしていなくても嘘をつかずにすむだろう。
- このような社会を求めるのは、多数派であるストレートの人達にとっては紛らわしいし、面倒くさく、負担だということも分かる。「そこは少数派が我慢してくれよ」と言いたくなる気持ちも分かる。でも、いずれは「少数派」と「多数派」に分けて考えることは難しくなるはずだ。
  - 今は「LGBTQ」と、実はそれぞれ全く違う性質の少数派の性が一括りにされており、そんな中で「誰がL（レズビアン）で、誰がG（ゲイ）で」と、性を型にはめて振り分けようとすることが多い。しかし、性はそのように分類できるほど簡単ではなく、しかも流動的だ。
    - あらゆる性が世界に存在することが当たり前になれば、「誰がどんな性か」をカテゴライズすることすら面倒になる。
- だからこそ、僕は「いちいちカミングアウトをしない」というワガママにこだわっている。
  - 過去に出演したTV番組『アウト×デラックス』『5時に夢中！』でも、「僕はゲイです」とは言わなかった。 どちらの番組でも、「どんな人がタイプ？」と質問された時には、有名な男性俳優の名前をあげた。すると、少し沈黙の間があり、「え、そっち系の方ということですか？」「はい」という会話になった。
    - 今の時代には、このやり方は早すぎたのかもしれない。それは分かりにくいかもしれないが、僕の小さな抵抗だった。

### オネエタレントに関して
上記のカミングアウトに対する見解に続けて、ブラスはいわゆる「オネエタレント」についても、次のように持論を述べた。ブラスは、「新おねえタレント」と呼ばれたこともある。
- 僕の抵抗はカミングアウトをしないことだけではない。よく芸能関係者に「もう少しオネエっぽく歩いたほうがインパクトありますよ！」とか「もっともっとクネクネした方がいいんじゃないですか？」と、アドバイスをいただくことがある。
- TVの世界では、派手な格好をした女性らしい、いわゆるオネエタレントが人気なのは理解できるし、僕も大好きだ。しかし、彼女らが人気なのはその外見のせいだと考えるのはむしろ失礼だ。
- 確かに、派手な「オネエタレント」として人気の方達は、最初はその派手さがとっかかりになったかもしれない。でも、彼女らには中身があるからこそ、今も生き残っているのだ。
- そして、彼女らの派手さがとっかかりになったのは、出てきた当初には珍しい存在だったからだ。今、（僕が）その派手さを真似して売れていこうだなんて、浅はかすぎやしないか。

### 同性愛者への認識に関して
上記のオネエタレントに対する見解に続けて、ブラスは同性愛者への社会における認識についても、次のように持論を述べた。
- 同性愛者の芸能人や有名人は、LGBTQの歴史において、とても大きい存在だ。美輪明宏さんやカルーセル麻紀さんの世代の芸能人のお陰で、同性愛者の存在を「知ってもらえた」と思う。
  - 今ではマツコ・デラックスさんやミッツ・マングローブさんなどの華やかで面白いタレントが活躍することで、同性愛者を「知ってもらう」段階から、次の段階へ進めたと思う。同性愛者への興味・関心を持ってもらう段階だ。
  - そして次は、一般にも「受け入れてもらう」段階に進むべきではないか。必ずしもオネエらしくない同性愛者で面白い人が出てきてもいいのではないか。同性愛者であることがオプション（選択肢）のひとつでしかないような人が出てきてもいいのではないか。
- 「自分の周りの誰が同性愛者でも、誰にどんなアイデンティティがあってもおかしくない」と多くの人が気づけば、さらに生きやすい世の中になるのではないか。
- 僕は同性愛者だ。だが、同性愛者であることは僕のアイデンティティを構成するほんの一部であり、その全てではない。その他にも、僕はロシア人だし、関西弁も話す。性格もかなり面倒臭い。
  - 誰だって、ありとあらゆる要素が自分を作っている。そんな一つ一つの自分の要素を誰でも誇りに思い、面倒を避けるために嘘をつかなくても済むような世界を僕は作りたい。

## 社会問題に関する発言

### 弱者と強者に関して
ブラスは幼少期、ロシア経済が困窮していた環境に生まれた（前述）。少年期以降は日本で生活しながら、ソビエト連邦崩壊後の貧しかったロシアへと定期的に帰省し、両国の違いを目にしながら育った。その経験から、2019年10月に次のように語った。
- 経済の立て直しにもがく国（当時のロシア）と、経済成長が一段落した国（日本）との最大の違いは、「小さな声」の大きさだった。
  - 例えば、日本の公衆トイレにはたいてい障がい者向けのトイレが設置されているが、ロシアではめったに見かけることがない。「障がいのある人が利用しやすいトイレを作ってくれ」と声をあげても「その前に健常者用のトイレも足りないのだから、ワガママを言うな」と言われるだろう。
  - このように、経済的に余裕がない環境では、少数派の「小さな声」に耳を傾ける余裕がない。
- だからロシアでは、「自分が弱者」であると声をあげることは少なかった。今でもあの国では、弱者の声はまだまだ世間に届かない。
- 一方で日本のように経済的に安定した国では、社会的弱者の存在に目を向ける余裕があるように思う。
  - 以前までは経済成長の波にかき消されてきた弱者の「小さな声」が社会全体へと届くようになり、日本でも女性の権利、障がい者の権利、LGBTの権利が叫ばれ、支援が広まっている。それは素晴らしいことだ。
- ただ一方で、経済的に余裕がある国では、「支援をするのは立派なことだ」という価値観から、「支援をするのは当然だ」という価値観へと変わってしまう一面がある。
  - 耳を傾けなければならない「小さな声」が多すぎて、それがある意味での生きづらさに繋がってしまう。
  - 日本も気づけば、「強者」と「弱者」をはっきり分けるようになったと感じる。「自分は弱者だから強者に支えてもらうべきだ」と主張する人も増えているのではないか。
- もちろん、社会的ハンディキャップを抱える人には、それを克服できるよう支援するべきだし、弱者を切り捨てることはあってはならない。
- では、そもそも「強者」とは誰なのか。「誰がどう見ても健康で裕福な日本人男性」だろうか。その男性ですら、ストレスや痛みに弱かったり、コミュニケーションが苦手など、様々な弱点があるはずだ。本当の意味での「強者」なんてそうそういないのではないか。
- 「弱者」とは「全てがダメで弱い人」というわけではない。各々が自身の強みと弱みを理解して、互いの強みを認め合えれば、互いの弱点を補えるはずだ。
  - 「強者は弱者を支えなければならない」「弱者は立場をわきまえなければならない」という固定観念は不要だ。それぞれが自分の畑で得意な作物を育て、それを寄せ集めてみんなで食べればいい。
  - 人は危機的な状況に陥ると、驚くほど助け合い、補い合うことができる。日本のように裕福な国に生きていると、それを忘れそうになる。「みんなが弱者で、それぞれが持つ強みで補い合う」という意識で生きればいい。
- 「小さな声」を挙げることができないロシアでは、「僕は外国人で同性愛者だ。好きな人と子どもを作ることができない。自分が老後いざという時に頼れる人がいないことを心配して生きている。そこが弱点だ」などという発言はできない。
- 「小さな声」が挙がらない国では、その声に気づけないばかりか、間違って解釈してしまう。
  - 小学生の頃、ロシアの親戚の家に泊まった際に、テレビ番組でゲイカップルの映像が流れた。その時、親戚のおじさんが「こういう人たちは捕まえてでも治療を受けさせるべきだ」と言ったことが今でも忘れられない。
  - もしも「僕は同性愛者だ」と言ったらどうなるのか、恐怖すら覚えた。
  - 彼は同性愛者に関する知識がないために、「同性愛は治せる病気であり、同性愛者はその病気を治そうとしない自分勝手な人たちだ」と誤った解釈をしていた。
  - こんな誤解があるからますます「小さな声」は挙がらず、誤解は解けないという悪循環に陥っていた。
  - ロシアでは今まさにこの誤解を解くために、「小さな声」を挙げようとする人たちが闘っている段階だ。
- 日本では、この段階は越えたと思う。僕は日本では周囲の友人やメディアに対し、なんの躊躇もなく自分が同性愛者だと語っているが、身に危険を感じるようなことは一度も起きていない。
- 日本では誰もが堂々と助けを求めることが許されるようになった。次の段階へ踏み出せる時期にある。それは、強者とされる誰かに助けを求めるのではなく、自分の強みをさらけ出し、互いに補い合おうとする段階だ。
  - 今後は、自分の弱みや、助けて欲しいことを言った後には「僕の強みはこの元気な身体と、誰の懐にも入っていけるコミュニケーション能力。この強みが生かせることがあれば、ぜひ手伝わせてください」と付け加えようと決めている。
- 僕は弱者であり強者だ。特定の誰かに、強くあることを強いる必要はない。

### いじめに対して
ブラスは小学生のとき、自身へのいじめに発展しかけた出来事に際して加害者へ「仕返し」を行ったことで、以後は何もされなくなったという（前述）。これを踏まえ、2021年7月に次のように述べている。
- 日本の道徳の授業では、「仕返しは良くない」と教える。
- しかし、いじめた側は「いじめている」と認識していないことが多いのではないか。いじめられた側が「いじめられた感」を出すことで、いじめる側は「いじめではない」と正当化するために、いじめがどんどんエスカレートしていく。
- もちろん暴力はよくないが、たとえば大人になって同窓会で見返してやるのでもいい。「仕返ししてやるんだ」という強い意思が、時には解決策になることもあると思う。

### 精子提供をめぐる訴訟に対して
2019年、日本の女性が中華人民共和国出身の男性を「京都大学を卒業した日本人」だと誤解したまま、「精子提供（と称した性行為）」を受けて、男性との子を妊娠・出産した。その後、2021年に女性は「男性が学歴や国籍を詐称していたことで精神的苦痛を受けた」などとして、男性へ損害賠償を求める訴訟を起こした。
2022年1月、ブラスはこれに対して精子提供という選択肢には理解を示したうえで、女性の姿勢について次のように批判した。
- 学歴とかで子供を決めるというのが、競馬の種馬を掛け合わせるかのような、カスタムベイビーのような感覚が理解できない。
- 子が生まれた時に、「父親は高学歴やのに、この子はなんでこんなに勉強ができひんのやろ」と責めることなどにもつながる。
- 親の学歴と子の学歴とは、もしかしたら医学的には何か（関係が）あるのかもしれない。しかし、「そうなって当然だ」という考え方で生きていくのは、子供にとって凄くつらい。
- 倫理的に、このような（子の）カスタムをすることをどこまで認めるのか、考えていく時期になったのかもしれない。

### ロシア政府によるウクライナ侵攻に対して
2022年2月24日にロシアのウクライナ侵攻が発生した。これに対してブラスは緊急で動画を投稿し、プーチン大統領を非難するとともに、ロシア国民全員が政府の戦争行為を支持してるわけではないと理解を求めた。
- 現在のロシア国内のTwitter、トレンドの1位#нетвойне」 訳は #戦争反対 です。全てのロシア人が侵攻を支持してる訳ではないのです！！ ロシア国民は平和を望んでいる
- （ロシア政府側が正当性の一つとするNATO不拡大の要求について）ウクライナのNATO加盟を阻止したいのならば軍事的な圧力をかけるのは逆効果。
- ミンスク合意がきちんと施行されてない現状、改めて対話の場を用意すべきだった。
- （プーチン大統領がイラク戦争を持ち出して西側諸国を批判したことに対し）そんな批判をするなら自分が同じ事をしていいわけがない。

その後、日本在住のロシア人等からは、ポジティブな反応があった一方「自分たちも同じように何か言わないといけないという空気を作ってる」という批判もあり、「何をしても、どんな方法であったとしても絶対に批判される」「もう何をしても誰かは傷つく可能性がある」状況である事に気付いて苦しむことになった。しかしその結果「自分が正しいと思うことを発信しようと決めました」「単なるたとえで宗教的な意味はないんですが、神社で神様に手を合わせて言えるような意見を言おうと思いましたね。神様の前で言えへんようなこと、格好つけたきれいごととかは言うのはよそう」と思い至ったという。

## 人物
- 趣味は一人カラオケ、サボテンの飼育[18]。
- 特技は、画像加工アプリでの写真編集[18]。
- 話せる言語は、日本語（関西弁）、ロシア語。
- 『水曜日のダウンタウン』不思議ちゃん企画では「本間ババ代」というキャラクターを演じた。
- 同性愛者（ゲイ）でもあり、好きなタイプは俳優の野村周平である（2022年10月のインタビューでは町田啓太になったと語っている[19]。町田啓太が結婚してからは目黒蓮に惹かれるようになった。）。
- 好きな食べ物は熱燗、カワハギの肝[18]。
- 嫌いな食べ物は乳製品とポテトサラダ。

## 出演

### テレビ
- THEぶっちぎりTV（2012年4月21日、TBSテレビ）
- ドリームクリエイター 生主最前線（2012年11月1日、テレビ東京）
- 月曜から夜ふかし（2013年6月17日、日本テレビ）
- ZIP!（2018年4月5日、日本テレビ） - ちょっと盛っちゃった話
- 朝生ワイド す・またん!（読売テレビ） - 木曜ゲスト
- ウチのガヤがすみません!（2018年7月3日、日本テレビ） - 「芸人vs○○の超本気対決SP!」に出演
- 水曜日のダウンタウン（2018年8月22日、TBSテレビ） - 「不思議ちゃん企画」に出演
- ニノさん（2019年2月3日、日本テレビ） - 「ニノミヤ サブマリン」に出演
- アメージパング!（2019年2月20日、TBSテレビ） - 「芸自慢の外国人大集合！」に出演
- 5時に夢中!（2019年4月、TOKYO MX） - レギュラー出演（水曜担当黒船特派員）
- アウト×デラックス（2019年4月18日、フジテレビ） - 「怒りを抱えるロシア人小原ブラスが赤裸々告白!!」に出演。※レギュラー出演（アウト軍団）
- とくダネ（2019年12月 - 2021年3月、フジテレビ） - コメンテーター
- めざまし8（2021年3月 - 、フジテレビ） - コメンテーター
- やすともの＃惜しコン（2021年9月18日、読売テレビ）
- 中居正広のニュースな会（2022年2月19日、テレビ朝日）
- サンデー・ジャポン（2022年3月6、13、20日 VTR出演、TBSテレビ）
- スーパーJチャンネル（2022年3月7日、テレビ朝日）
- news zero（2022年3月14日、日本テレビ）
- ポップUP!（2022年4月5日 -12月20日 、フジテレビ） - 火曜日レギュラー[20]
- 情報ライブミヤネ屋（2022年3月25日、読売テレビ）
- サンデー・ジャポン（2022年3月25日、TBSテレビ）
- あさパラ（2022年4月23日、5月14日、読売テレビ）
- 関西情報ネットten.（2022年12月23日、読売テレビ）
- アウト×デラックス ～2022 禁断の復活 レジェンド大集合SP～（2022年12月30日、フジテレビ）
- 美しいクレーム（2023年1月3日、フジテレビ）
- モヤモヤ解SHOW!ニュース大明神 〜迷えるボクらを導きたまえ!（2023年1月2日、ABCテレビ）
- ぽかぽか（2023年1月 - 、フジテレビ）- 準レギュラー
- 激論！コロシアム これでいいのか？ニッポン（テレビ愛知、2023年2月）
- 片っ端から喫茶店（テレビ大阪、2023年2月）
- サンデーPUSHスポーツ（日本テレビ、2023年2月）

### インターネットテレビ
- AXE脳科学研究所 公開生実験番組 『香りで印象が変わるか試してみた』 〜ユーザーと相談して「好感度キング」を目指せ！〜（2013年6月23日、AXE公式サイト）
- ニコナマケット4（2013年2月23日、ニコニコ動画）
- 月曜ニコラジ★ニコラジ初のクリスマス公開生放送 in ニコファーレ！（2012年12月24日、ニコニコ動画）
- ぶいらの金曜ニコラジ 〜ヤルーシュカ・ナマヌーシュカ！〜（2012年10月 - 12月、ニコニコ動画） - パーソナリティー
- 超ニコラジ／ニコニコニュース 超会議支局（2012年4月28日、ニコニコ動画）
- 超会議特番 〜ニコニコ超パーティー出演者集合！編 Part2〜（2012年2月23日、ニコニコ動画） - 出演
- 火曜ニコラジ（2011年12月20日、ニコニコ動画）
- ニコニコ寄席〜第二幕〜（2011年11月5日、ニコニコ動画）
- AbemaPrime - ラーメンから自動車まで!? "サブスク革命"経済に影響は?（2019年5月8日、AbemaTV）
- AbemaPrime - 暴走するプーチンどう止める？在日ロシア人と考える（2022年3月4日・15日、AbemaTV）
- ABEMA的ニュース - ウクライナ&ロシア人YouTuberが生議論（2022年3月13日、、AbemaTV）
- NewsBAR橋下 - （2022年5月21日、AbemaTV）
- フライデーミッドナイトシアター （2022年9月、WOWOWオンライン）

### イベント
- Inter BEE 2018（2018年11月15日、アストロデザインブース）
- ニコニコ町会議 in 佐賀県・呼子町（2012年8月5日、ニコニコ町会議）
- ニコニコ超会議2012（2012年4月28日、ニコニコ超会議）
- ニコニコ超パーティーFirst Night〜1×0〜（2012年4月28日、ニコニコ超会議）
- よみうりカルチャー連続講座「自分らしく生きるヒント・大手小町ラボ」（2021年12月18日、読売新聞運営）
- 「第29回たかの友梨エステティックシンデレラ大会2022」最終選考会、審査員（2022年3月16日）
- ドキュメンタリー映画「オードリー・ヘプバーン」（ヘレナ・コーン監督、5月6日公開）トークイベント（2022年4月25日）
- True Colors CARAVAN in Osakaレポート@グランフロント大阪・うめきた広場メインスペース（2022年8月14日）
- ACT5実行委員会主催イベント「大丸有SDGs映画祭2022」（2022年9月9日）
- 東京レインボープライド2023（2023年4月23日）- MC出演

### 講演会
- 国際セミナー「WORLD PEACE SUMMIT〜世界をつなぐメッセージ〜」国際平和を紡ぐしくみ（2022年7月）
- Rotary Future Festa〜オープンフォーラム（2023年3月）
- 国境なき医師団主催のイベント「人道支援を支えるのは私たち-SNS時代に一人ひとりができること」
- よみうりカルチャー特別講座「大手小町ラボ」（2022年12月）

### ラジオ
- 杏子と政哉のspice of Life GOLD（2021年7月、JFN系）
- 「ORIENT STAR TIME AND TIDE」（2021年9月11日、J-WAVE）
- 「ナジャとブラスのななめうえ↗︎ラジオ」（2022年2月5日、文化放送）
- 長谷川ミラ「STAR LINE」（2022年1月7日、J-WAVE 81.3 FM）
- 「小塚アナの褒めタイム！」（2022年2月1日、ラジオNIKKEI）
- 「あたなとハッピー」（2022年6月9日、ニッポン放送）
- ETHiCAL WAVE（2022年6月11日、J-WAVE）
- Interfm Find Your Colors（2022年9月、Interfm）
- B-side Talk〜心の健康ケアしてる？（2022年10月〜、Podcast番組） - レギュラー出演中
- 「Sunday Good Vibes!!」（FMヨコハマ、2023年2月）

### コラム
- 産経デジタル連載コラム 【外国人が見るニッポン】（2018年1月 - 2020年3月） - 連載
- Telling,連載コラム【グラデ世代】（2020年 - 2021年、朝日新聞デジタル） - 連載
- bizSPA!連載コラム【ピロシキーズの甘口人生相談】（2020年） - 連載中
- Webメディア「OTEKOMACHI」（2021年、読売新聞運営 ） - 連載中

### コメント寄稿
- 映画「空白」
- 映画「チェルノブイリ1986」

### 取材
- ワニブックス運営 Webマガジン「NewsCrunch」内 「俺のクランチ」
- 週刊女性 ワイドショー界を席巻する“黒船”小原ブラス「正論だけ言う人は性格が悪い」と思う理由」
- 週刊文春 小原ブラス29歳が明かす「父」「飛び級」「マツコ」

## 書籍
- めんどくさいロシア人から日本人へ（2022年9月21日発売、扶桑社）ISBN 978-4-5940-9224-5